# Szénporrobbanás
Az éghető anyagok finom szemcseméretű porai a levegőben lebegve egy bizonyos mennyiség fölött robbanóképes keveréket alkotnak. Így robbanóképes keverék jöhet létre a gabonaneműek lisztjéből, fatelepek fűrészüzemeiben képződő porból és a szénbányászatban is.

## Robbanóképes szénpor
Ha a hamumentes állapotra számított illóanyag tartalom térfogattörtje 12,5 százalék fölött van és a levegőben lebegő por mennyisége eléri a 70 gramm/m³ értéket, éghető és robbanóképes keverék alakulhat ki. A lebegőképes szénpor fajlagos felülete rendkívül nagy, 1 gramm por szemcséinek felülete 0,002-0,005 mm átlagos szemcseméretnél mintegy 80 cm². Ilyen szemcseméretnél lebegő állapotban az illóanyag tartalom könnyen távozik, a szénatomok szén-monoxid (CO) formájában keverednek a levegőhöz. Metán jelenlétében a veszélyes lebegőpor tartalom határértéke csökken, a berobbanás veszélye fokozódik, már 40 gramm/m³ lebegő portalom esetén bekövetkezhet a berobbanás. A szemcseméret csökkenése is fokozza a robbanóképességet, mert a fajlagos felület növekszik. A robbanóképes szénpor keletkezés nem minden szénbányában és nem minden széntelep esetén történik meg. Hazánkban csak a mecseki feketeszén bányászatánál jellemző a robbanóképes szénpor keletkezése.

## A szénporrobbanás lefolyása
Gyújtó hőmennyiség hatására kis sebességű égési hullám indul el, ami a már leülepedett  szénporszemcséket lebegő állapotba hozza. Ekkor az égés sebessége rövid időn belül detonációba megy át, amikor a terjedési sebesség meghaladja a hangsebességet, turbulencia lép fel, a detonációs lökőhullám 1800 m/s sebességgel terjed tovább. A gyors égés közben nagy mennyiségben veszélyes gázok keletkeznek, köztük szén-monoxid. A veszélyes gázok keletkezése nagyobb, mint a sújtólég robbanáskor. A szénporrobbanás legtöbbször sújtólég-robbanással jár együtt.

## A szénporrobbanás oka
A szénporrobbanást leggyakrabban sújtólég robbanás váltja ki, mert az a már leülepedett szénport felkavarja, az illó részek távozását a magas hőmérséklet meggyorsítja. A felkavart szénpor berobbanása sújtólég robbanás  nélkül csak viszonylag nagy energia közléskor következik be, így olajtartalmú villamos kapcsolók és transzformátorok robbanásán kívül csak szabálytalanul végzett robbantási munka ismeretes kiváltó okként. Az ilyen jellegű szénporrobbanás nemcsak bányákban, hanem szénosztályozó művekben is bekövetkezhet.

## A szénporrobbanás elleni védekezés
Ahogy a sújtólég robbanás elhárításakor, ez esetben is kétirányú a védekezés. Egyrészt meg kell akadályozni a lebegőképes por képződését, másrészt nem szabad a berobbanás okainak létrejöttét megengedni. Így a védekezés legfontosabb teendőit lásd a sújtólég címszónál.

## Külön védekezési eljárások
A külön védekezési eljárásokkal a szénpor képződés lehetőségét csökkentik, a lebegő por robbanóképességét küszöbölik ki és a robbanás továbbterjedését akadályozzák meg.

### A szénpor képződés megakadályozása
A porképződésre hajlamos széntelepek vízzel való átitatását a lefejtés megkezdése előtt hosszú fúrólyukakon keresztül víz besajtolással érik el. A fúrási munkát vízöblítéssel végzik, ami a fúrás teljesítményét is fokozza. A robbantásokat vízporlasztással ködöt képezve hajtják végre. A szén rakodása és szállítása közben vizet permeteznek a porképződési helyekre. Ezek a védekezési eljárások megegyeznek a porártalom elleni védekezéssel. Közös hátrányuk, hogy emelik a levegő páratartalmát, ami klimatizációs gondokat jelent. A víz pormegkötő hatásának fokozása érdekében a felületi feszültséget csökkentő adalékszerek adagolása szükséges. A mecseki feketeszén bányászatban már 1909-ben elrendelte a Bányakapitányság a nedvesítés alkalmazását és ehhez külön vízvezeték rendszer kiépítését.

### A  robbanóképesség csökkentése
A szénpor robbanóképességének csökkentését egészségre ártalmatlan porok hozzáadásával érik el. Mészkő vagy gipsz őrleményt alkalmaznak, fontos feltétel, hogy a por  SiO2 összetevőt nem tartalmazhat. A kőpornak a szénporhoz hasonló szemcseméretűnek kell lennie, a 240 csokros szitán (amelynek 1 cm² felületén 240 csomópont van) az anyag legalább 75%-a áthulljon. A kőpor vízmegkötő képességének (higroszkóposság) csökkentése érdekében őrlés közben palmitinsavat adagolnak. A bányatérségekben a porképződési helyeken a felületeket kőporral szórják fel, amit időnként meg kell ismételni, illetve feltakarítani és újra szórni.

### A továbbterjedés megakadályozása
A robbanás továbbterjedésének megakadályozására „kőpor öveket” alkalmaznak, amit legtöbbször „vízövekkel” kombinálnak. A vágatrendszerek egyes szakaszain, a főte közelében könnyen billenő edényekben kőport helyeznek el. A robbanási nyomásfront az edényeket felborítja, a kőpor a levegőben eloszlik és a terjedő lángot elfojtja. Néhány államban a billenőedényekben vizet helyeznek el, illetve a kettő kombinációját alkalmazzák. Ilyen kombinált megoldást alkalmaztak a mecseki szénbányászatban is.
A kőpor és vízövekkel bányarészeket (légosztályokat) különítenek el a robbanással érintett területek lokalizálására. A bányaszellőztetéssel foglalkozó szakemberek fontos feladata a kőpor és vízövek rendszeres ellenőrzése és működőképességének biztosítása, az edényekről a szénpor eltávolítása, az alkalmazott anyag frissítése. A megoldás hatékonyságát több esetben a gyakorlat igazolta a hazai bányászatban is.

## Hazai szénporrobbanások
A szénporrobbanás megkülönböztetése  a sújtólég robbanástól nehéz de fontos feladat, mert a további teendőket, esetleg a mentés végzését befolyásolja. A vizsgálatban megállapítják a berobbanás pontos helyét, okát, a biztosító szerkezetek (ácsolatok, acélívek, falazatok) károsodását, az emberi sérülések jellegét, az esetleges koksz és koromképződést, de mindenekelőtt legfontosabb a robbanással érintettek személyi mentése. Az egyértelműen bizonyított szénporrobbanás első alkalommal Nagymányok bányájában következett be 1932. december 28-án, szerdán, 21 óra után robbantásos (akkor még nem szabályellenes) fejtés – összeeresztéskor. A szellőzés leállítását követően az igen gyorsan koncentrálódott metánt a robbantás inicializálta, a sújtólég pedig a sokkal súlyosabb következményekkel járó szénport kavarta fel, és robbantotta be. A szerencsétlenségnek 14 fő halálos áldozata volt, aminek az oka az volt, hogy nem várták meg, illetve nem győződtek meg róla, hogy a bányászok elhagyták a veszélyes zónát. A robbanás már a vágat egy kanyarulata után érte be őket. A nagymányoki tárnákat, így a lejtős Szarvas-tárót sem tartották szénporrobbanásra veszélyesnek.
Ennél is súlyosabb baleset volt a lencsehegyi bányarobbanás, amely az egyik utolsó nagy hazai bányászszerencsétlenség volt. 1988. december 4-én a Dorogi Szénbányák lencsehegyi üzemében egy szabálytalan robbantás okozott szénporrobbanást, a szerencsétlenség 15 bányász életét követelte.